# 1995년 카타르 쿠데타
1995년 카타르 쿠데타(아랍어: انقلاب_1995_في_قطر)는 1995년 6월 27일 카타르에서 일어난 무혈 쿠데타이다. 당시 왕세자였던 하마드 빈 할리파 알사니가 타니 가문의 지지 하에 아버지이자 카타르의 에미르였던 할리파 빈 하마드 알타니가 스위스 제네바에 해외 순방을 가는 동안 쿠데타를 일으켰다. 1995년 쿠데타는 1992년부터 하마드 빈 할리파 알사니에게 주었던 일부 권한을 아버지인 할리파 빈 하마드 알타니가 다시 되찾으러 하며 1995년 초부터 부자 관계가 악화되는 와중에 일어난 사태이다.

## 원인
할리파 빈 하마드 알타니 국왕은 1972년 2월 쿠데타를 통해 전 국왕이었던 아마드 빈 알리 알타니가 이란 순방을 간 틈을 타 쿠데타를 일으켜 카타르를 집권하고 있었다. 이후 할리파 빈 하마드 국왕은 근대화 정책을 펼치고 1977년 5월에는 차남이었던 하마드 빈 할리파에게 공석이었던 왕세자 자리를 부여하였다. 하지만 할리파 국왕이 1990년대 이후 차남인 하마드 빈 할리파에게 넘겨주던 권력 이양을 중지하고 전 석유 및 재무장관이자 1992년 하마드 빈 할리파의 영향으로 축출되어 프랑스로 망명하던 압델라지즈 빈 할리파 알타니에게 권력을 다시 넘겨주러고 했던 시도가 있었다고 전해진다.

## 여파
쿠데타 수 시간 후 카타르의 의회 격에 해당하는 카타르 자문위원회(슈라위원회로도 불림)는 슈라위원회 특별회의를 소집하고 쿠데타 직후 권력을 장악한 하마드 왕세자에게 충성을 맹세하고 헌법에 따른 강제적인 왕위 이앙 절차를 마쳤다. 또한 하마드 왕세자는 쿠데타 직후 짧은 대국민담화를 발표해 "오늘 일어난 일이 기분좋은 것은 아니나, 이는 단행되어야만 했던 일이고 나는 이를 해야만 했다"라고 밝혔다. 이 때문에 해외 외교관들은 쿠데타가 형제 간 왕위계승권 문제 및 내부 권력투쟁에 따른 영향이라 분석하였다.
쿠데타가 일어나자 국왕이었던 할리파 빈 하마드는 자신의 아들을 "멍청한 사람"이라고 부르고 자신이 계속해서 카타르의 합법적인 군주라고 선언했으며, 자신은 어떠한 일이 있어도 고국 카타르로 귀국하겠다고 선언하였다. 반면 아들 하마드 빈 할리파는 역쿠데타를 막기 위해 아버지의 해외 은행 계좌를 동결시키기 위해 미국의 로펌회사를 고용하였다.
1996년 2월 전 경제부 장관이었던 하마드 빈 자심 빈 하마드 알타니의 주도 하에 전 국왕인 할리파 빈 하마드를 복권시키기 위한 역쿠데타 시도가 일어났다. 하지만 이 쿠데타는 미수에 그쳐 실패했으며, 그 과정에서 사우디아라비아, 아랍에미리트, 바레인, 이집트 같은 전통적인 아랍 지역의 카타르 동맹국들이 역쿠데타 미수 사건에 연루되었다는 사실이 밝혀졌다.
강제로 퇴위당한 할리파 빈 하마드는 프랑스와 아랍에미리트의 아부다비에서 망명 생활을 했다가 2004년 고국인 카타르로 귀국하는 데 성공했다.

## 같이 보기
- 1972년 카타르 쿠데타
- 1996년 카타르 쿠데타 미수